# Ryan Dungey
Ryan Dungey (Belle Plaine, Minnesota, 4 december 1989) is een Amerikaans voormalig motorcrosser.

## Carrière
Dungey begon in 2006 in het Lites Supercross en outdoor seizoen, met matige successen. Pas in 2008 wist hij regelmatiger te rijden en werd in beide klassementen tweede. Dungey werd in 2009 nog kampioen in zowel de SX West Coast als in het National kampioenschap bij de Lites. Vanaf eind 2009 ging Dungey bij de 450cc rijden, voor het Suzukiteam van Roger De Coster. Dungey won meteen de Motorcross der Naties met de Amerikaanse ploeg. In zijn eerste seizoen bij de 450cc werd Dungey kampioen in zowel de supercross als de Nationals. Ook in 2010 en 2011 was hij winnaar van de Motorcross der Naties.
In 2012 verliet Roger De Coster Suzuki na meer dan twintig jaar en werd teammanager van KTM. Dungey ging met hem mee. Dungey bezorgde KTM de Nationals titel in de 450cc.
Vlak na het einde van het SX-seizoen in 2017, dat hij won, kondigde Dungey zijn afscheid van de sport aan op 27-jarige leeftijd.

## Palmares
- 2009: AMA SX Lites West Coast kampioen
- 2009: AMA 250cc Outdoor Nationals kampioen
- 2009: Winnaar Motorcross der Naties
- 2010: AMA SX Class kampioen
- 2010: AMA 450cc Outdoor Nationals kampioen
- 2010: Winnaar Motorcross der Naties
- 2011: Winnaar Motorcross der Naties
- 2012: AMA 450cc Outdoor Nationals kampioen
- 2015: AMA SX Class kampioen
- 2015: AMA 450cc Outdoor Nationals kampioen
- 2016: AMA SX Class kampioen
- 2017: AMA SX Class kampioen